# Ricania noctua
Ricania noctua är en insektsart som beskrevs av William Lucas Distant 1914. Ricania noctua ingår i släktet Ricania och familjen Ricaniidae. Inga underarter finns listade i Catalogue of Life.